# Борво
Борво (Borvo, Bormo, Bormanus, Bormanicus, Borbanus, Boruoboendua Vabusoa Labbonus, Borus) је у гало-римској митологији био бог исцељења. Повезиван је са топлим изворима.

## Етимологија
Име овог божанства потиче од речи boru, која свој извор има у пра-келтској речи beru, а значи кључати. Варијанте Борвовог имена потичу од различитог изговора речи, те је она у велшком berw, а у гелику bruich.

## Паралеле
Због чињенице да је био бог-исцелитељ идентификован је са римским Аполоном, осим у појединим деловима Португала (Калдас де Визеља и Идања а Вијеха) где га је локално становништво идентификовало са Марсом.

## Култ
У Галији је био нарочито поштован на лингонској територији у Бурбон-ле-Бану, те у области данашње Холандије у Утрехту где је био познат као Бурбонда Вабузоа Лабонус, и Португалу где су га звали Борус и Борманикус.
Ипак, и поред различитих инскрипција његовор имена, нема сумње да је реч о истом божанству.

## Легенде
Борво је често осликаван у друштву других богова.
Осам записа у Бурбон-ле-Бану га помиње са богињом Дамоном. У другим областима је пак третиран као партнер богиње Бормане.
У Холандији се појављује у друштву Огмиоса, Макусануса и Балдруса.

## Историјски остаци

### Записи
Широм Француске постоје бројни записи о Борву. Само у области Бурбон-ле-Бана их је нађено око десет, а нађени су и у Дрому, Жерсу, Савоју.
Један од записа му се обраћа као Аполону-Борву и помиње га са Дамоном.

Богу Аполону Борву и Дамони ово посвећује Кај Дамније, слободни Лингонац.